# Phintella volupe
Phintella volupe är en spindelart som först beskrevs av Karsch 1879.  Phintella volupe ingår i släktet Phintella och familjen hoppspindlar. Inga underarter finns listade i Catalogue of Life.